# Красний Лиман (Алчевський район)
Кра́сний Лима́н — село в Україні,  у Зимогір'ївській міській громаді Алчевського району Луганської області. Населення становить 101 осіб. До 2020 орган місцевого самоврядування — Слов'яносербська селищна рада.
Відповідно до Розпорядження Кабінету Міністрів України від 12 червня 2020 року № 717-р «Про визначення адміністративних центрів та затвердження територій територіальних громад Луганської області» увійшло до складу Зимогір'ївської міської громади.